# Giovanni Francesco Zulatti
Giovanni Francesco Zulatti (* 1762 in Lixouri; † 1805) war ein Arzt, Komponist und führender Beamter der Republik der Ionischen Inseln.

## Leben
Giovanni Francesco Zulatti wurde als Sohn des Arztes Angelo Zulatti in Lixouri geboren. Er wurde ebenfalls Arzt und war Direktor des Militärkrankenhauses von Korfu. 1787/1788 erschien in Venedig sein musiktheoretisches Werk Della Forza della Musica. Während der Republik der Ionischen Inseln war er Gouverneur des Département Ithaque und Unterzeichner der Verfassung der Republik. Auch nach Gründung des russischen Protektorats wurde sein Posten 1803 bestätigt.